# Expertenstandard (Pflege)
Expertenstandards  in der Pflege sind Instrumente, die den spezifischen Beitrag der Pflege für die gesundheitliche Versorgung von Patienten, Heimbewohnern und ihren Angehörigen zu zentralen Qualitätsrisiken sowie Prophylaxen aufzeigen und als Grundlage für eine kontinuierliche Verbesserung der Pflegequalität in ambulanten und stationären Gesundheits- und Pflegeeinrichtungen dienen. Sie geben die Zielsetzung komplexer pflegerischer Aufgaben sowie Handlungsspielräume und -alternativen vor. In Deutschland arbeitet das Deutsche Netzwerk für Qualitätsentwicklung in der Pflege (DNQP) in Kooperation mit dem Deutschen Pflegerat (DPR) an der Entwicklung evidenzbasierter Expertenstandards auf nationaler Ebene, die für alle Aufgabenfelder der professionellen Pflege richtungsweisend sind. Das Bundesgesundheitsministerium hat die Entwicklung von Expertenstandards finanziell gefördert.

## Sechsstufiges Konzept des DNQP zur Entwicklung und Einführung evidenzbasierter Expertenstandards
Die Expertenstandards werden in einem sechsstufigen Prozess entwickelt, konsentiert, modellhaft implementiert und in regelmäßigen Abständen aktualisiert. Das qualitätsmethodischen Vorgehen des DNQP stützt sich auf aktuelle internationale Regeln zur Leitlinien- und Standardentwicklung in den Gesundheitsberufen und wird auf der Basis eigener Projekterfahrungen sowie einer Analyse der aktuellen qualitätsmethodischen Fachliteratur kontinuierlich weiterentwickelt. Die Ergebnisse sind in einem Methodenpapier zusammengefasst. Die sechs Stufen werden im Folgenden kurz skizziert.

### Stufe 1: Auswahl eines relevanten Themas
Die Auswahl der Themen orientiert sich daran, inwieweit ein Thema ein besonderes Problem in der stationären und ambulanten pflegerischen Versorgung darstellt. Das heißt, die Auswahl der Themen ist primär pflegeepidemiologisch begründet. Vorschläge zu Themen können von Angehörigen der Berufsgruppe ebenso formuliert und eingebracht werden wie durch andere Akteure aus dem Gesundheits- und Sozialwesen. Bei der Auswahl der vorgeschlagenen Themen und der Festlegung ihrer Reihenfolge durch den DNQP-Lenkungsausschuss sind die Ergebnisse einer Literaturrecherche im Hinblick auf den Relevanznachweis von maßgeblicher Bedeutung.

### Stufe 2: Bildung einer Experten-AG
Zur Entwicklung eines neuen Expertenstandards wird jeweils eine Experten-AG gebildet, die in ihrer Arbeit vom wissenschaftlichen Team des DNQP unterstützt wird. Sie besteht aus jeweils acht bis zwölf Mitgliedern – etwa zu gleichen Teilen aus Pflegepraxis- und wissenschaft – mit ausgewiesener Fachexpertise zum Thema. Um ihre Mitwirkung gebeten werden außerdem Vertreter aus Patienten- und Verbraucherschutz sowie Fachexperten anderer Gesundheits- und Sozialberufe. Die Gewinnung der Experten erfolgt durch eine öffentliche Ausschreibung. Neben ihrer Fachexpertise sind die Mitglieder der Experten-AG verpflichtet, ihre Unabhängigkeit von institutionellen und ökonomischen Interessen nachzuweisen.

### Stufe 3: Erarbeitung des Expertenstandard-Entwurfs
Der Expertenstandard-Entwurf basiert auf einer umfassenden Auswertung der aktuellen nationalen und internationalen Fachliteratur, um weitgehend forschungsgestützte Aussagen für den Standard treffen zu können. Die Erarbeitung des Expertenstandards erfolgt arbeitsteilig zwischen Experten-AG und wissenschaftlichem Team. Die Experten-AG ist für das inhaltliche Niveau von Expertenstandard und Kommentierung zuständig, während das wissenschaftliche Team die Verantwortung für die Instrumentenentwicklung – Expertenstandard und Audit-Instrument – trägt.

### Stufe 4: Konsentierung des Expertenstandard-Entwurfs
Die Konsentierung des Entwurfs erfolgt im Rahmen einer eintägigen Konsensus-Konferenz. Sie gliedert sich in drei Abschnitte, wobei für den eigentlichen Konsentierungsvorgang gut zwei Drittel der Zeit anberaumt sind.
- Einführende Referate zur Thematik und zum Entwicklungsprozess des vorliegenden Expertenstandard-Entwurfs
- Vorstellung, Erörterung und Konsentierung des Entwurfs
- Stellungnahmen zum Expertenstandard-Entwurf, zum Verlauf und den Ergebnissen der Konferenz durch Spitzenorganisationen und -verbände des Gesundheitswesens, Verbraucherschutz und Patientenverbände

Die Ergebnisse fließen in die abschließende Version des Expertenstandards und die Kommentierungen zu den einzelnen inhaltlichen Ebenen des Standards ein. Zusammen mit der Literaturstudie werden Standard nebst Kommentierungsteil zeitnah als sogenannter Sonderdruck veröffentlicht. Dieser dient als verbindliche Grundlage für die anschließende modellhafte Implementierung.

### Stufe 5: Modellhafte Implementierung des Expertenstandards
Sie erfolgt in etwa 25 Gesundheits- und Pflegeeinrichtungen bundesweit mit der Zielsetzung, Aufschluss über seine Akzeptanz und Praxistauglichkeit zu gewinnen. Darüber hinaus sollen Erkenntnisse dazu gewonnen werden, welche Voraussetzungen für eine nachhaltige Einführung des Expertenstandards in der Praxis bedeutsam sind. Ein vierstufiges Phasenmodell bildet die Grundlage für ein systematisches Vorgehen:
- Fortbildung zum Expertenstandard
- Anpassung des Expertenstandards an die besonderen Anforderungen der Zielgruppe oder der Einrichtung
- Verbindliche Einführung und Anwendung des Expertenstandards
- Abschließende Datenerhebung mit standardisiertem Auditinstrument. Dabei wird auf drei Datenquellen zurückgegriffen: die Pflegedokumentation, die Patienten-/Bewohnerbefragung und die Personalbefragung.

Die Ergebnisse der Implementierung werden auf einem Workshop des DNQP vorgestellt und diskutiert und fließen in die abschließende Buchveröffentlichung zum Expertenstandard ein.

### Stufe 6: Aktualisierung des Expertenstandards
Eine reguläre Aktualisierung erfolgt auf der Grundlage einer neuen Literaturstudie fünf Jahre nach seiner Veröffentlichung. Allerdings findet bei gravierenden, praxisrelevanten Änderungen des Wissensstands eine vorzeitige Aktualisierung statt. Um auf neue Forschungsergebnisse zeitnah reagieren zu können, führt das DNQP seit 2011 in Zusammenarbeit mit den Experten-Arbeitsgemeinschaften jährlich ein regelmäßiges Monitoring-Verfahren zu allen Expertenstandards durch. Das methodische Vorgehen bei der regulären Aktualisierung weist einen hohen Überschneidungsgrad mit der Entwicklung eines neuen Expertenstandard auf. Wenn keine bedeutenden Änderungen des Wissensstands vorliegen, verzichtet das DNQP auf eine erneute Konsensus-Konferenz und eine erneute modellhafte Implementierung. Der aktualisierte Expertenstandard wird im Rahmen eines Netzwerkworkshops vorgestellt und diskutiert, zugleich erfolgt eine Neuauflage der Buchveröffentlichung zum Expertenstandard.

## Format der Expertenstandards des DNQP
Zu jedem Expertenstandard gibt es eine Präambel, in der die spezifischen Bedingungen für die Umsetzung des Expertenstandards dargestellt und die Ziel- und Anwendergruppen definiert sind. Jeder Expertenstandard verfügt über eine übergreifende Gesamtzielsetzung und eine Begründung. Die Kriterien des Standards beschreiben die notwendigen strukturellen Voraussetzungen und Prozesse zu seiner Umsetzung sowie die angestrebten Ergebnisse nach dem klassischen Qualitätsmodell nach Donabedian. Zu den einzelnen Kriterienebenen stehen erklärende Kommentierungen zur Verfügung.
Die Standardkriterien müssen folgende Kriterien erfüllen:
- den aktuellen Stand des Wissens abbilden
- trennscharf und messbar sein
- verbindliche Maßnahmen, professionelle Gestaltungsspielräume und die verantwortlichen Akteure benennen
- Kooperationsebenen mit anderen Berufsgruppen und Institutionen aufzeigen
- Interdependenzen zwischen Struktur-, Prozess- und Ergebnisqualität sichtbar machen
- konsequent an den Bedürfnissen der jeweiligen Zielgruppe orientiert
- und praxistauglich sein.

Auf der Webseite des DNQP können die Expertenstandards kostenlos abgerufen werden. Die Buchveröffentlichungen sind kostenpflichtig, sie enthalten zusätzlich die Kommentierungen zu jeder Kriterienebene des Standards, Ausführungen zur Entwicklung und Konsentierung, die Ergebnisse der modellhaften Implementierung und die Literaturstudie zum Thema.

## Veröffentlichte Expertenstandards
- Dekubitusprophylaxe in der Pflege[7]
- Entlassungsmanagement in der Pflege für Deutschland[8]
- Schmerzmanagement in der Pflege[9]
  - Zusammenführung der zwei vorherigen Expertenstandards zu akuten bzw. chronischen Schmerzen
- Sturzprophylaxe in der Pflege[10]
- Kontinenzförderung in der Pflege[11]
- Pflege von Menschen mit chronischen Wunden[12]
- Ernährungsmanagement zur Sicherstellung und Förderung der oralen Ernährung in der Pflege[13]
- Förderung der physiologischen Geburt[14]
- Erhaltung und Förderung der Mobilität in der Pflege[15]
  - bisher einziger Expertenstandard nach §113a SGB XI
- Beziehungsgestaltung in der Pflege von Menschen mit Demenz[16]
- Förderung der Mundgesundheit in der Pflege[17]
- Förderung und Erhaltung der Hautintegrität in der Pflege[18]

## Rechtliche Verbindlichkeit
Gemäß § 11 (1) SGB XI muss in Pflegeeinrichtungen nach dem allgemein anerkannten Stand medizinisch-pflegerischer Erkenntnisse gearbeitet werden. Entsprechend § 113a SGB XI waren ab 2008 Expertenstandards für alle Pflegeheime und Pflegedienste in Deutschland unmittelbar verbindlich. Für den Medizinischen Dienst der Krankenkassen (MDK) dienten die Expertenstandards als eine der Grundlagen der Bewertung von Pflegeeinrichtungen. und galten als „vorweggenommene Sachverständigengutachten“ im Falle juristischer Auseinandersetzungen. Mit Aufhebung von § 113a SGB XI durch das Pflegeunterstützungs- und -entlastungsgesetz (PUEG) entfällt seit Juli 2023 die Verbindlichkeit von Expertenstandards.

## Auswirkungen der Expertenstandards des DNQP auf Berufspraxis und Berufsfeld
Seitens der Gesundheitspolitik, des Verbraucherschutzes sowie auch der Pflegewissenschaft und -praxis wird gefordert, dass sich Pflegehandeln auf die beste vorhandene Evidenz stützen soll. Die Vorstellung, jede Pflegekraft könne selbst bei einem auftretenden Pflegeproblem die aktuelle Forschungsliteratur – sei es nur in Form einer Internetrecherche – durchforsten, um ihre Entscheidung evidenzbasiert fällen zu können, ist von den Bedingungen der Praxis weit entfernt. Für den Theorie-Praxis-Transfer sind daher explizite Methoden und Instrumente notwendig. Die Expertenstandards haben sich als Instrumente der Verbreitung evidenten und handlungsrelevanten Wissens erwiesen. Die Implementierung von Expertenstandards bietet Pflegefachkräften praxisrelevante Fortbildung und Anleitung vor Ort und leistet damit einen Beitrag zur Kompetenzförderung des Personals. Der Einsatz von Assessment-Verfahren, die Einbeziehung von Patienten, Bewohnern und Angehörigen sowie deren Schulung und Beratung und die Evaluation der Pflegeergebnisse werden über das jeweilige Standardthema hinaus zur Richtschnur für pflegerisches Handeln. Die Rückmeldungen aus den an den Implementierungsprojekten beteiligten Praxiseinrichtungen lassen eine hohe Akzeptanz der Expertenstandards einschließlich des themenspezifischen Audit-Instruments nicht nur bei den beteiligten Pflegekräften, sondern auch bei den kooperierenden Berufsgruppen erkennen.
Im Rahmen der bundesweiten Implementierungsprojekte des DNQP zur Erprobung der Praxistauglichkeit eines jeden Expertenstandards und regelmäßiger Re-Audits werden wertvolle Qualitätsdaten erhoben, die Aufschluss über die Wirksamkeit der Expertenstandards, die Relevanz der Themen und den Entwicklungsstand der Pflege in den beteiligten Einrichtungen geben. Für die Einrichtungen sind sie eine Grundlage für die weitere Qualitätsarbeit vor Ort und die Qualitätsberichterstattung.
Inwieweit Expertenstandards Einfluss auf die Professionalisierung der Berufsgruppe nehmen, lässt sich daran festmachen, dass das Bewusstsein für Vorteile und Notwendigkeit einer wissenschaftsbasierten Qualitätsentwicklung seit den 1990er Jahren in der Berufsgruppe sprunghaft gestiegen ist. Dass die Expertenstandards in kürzester Zeit einen festen Platz in den Curricula der Bildungsprogramme sowie in der einschlägigen Lehr- und Fachliteratur gefunden haben, mag dabei eine wichtige Rolle spielen. Es ist davon auszugehen, dass die Expertenstandards die professionelle Verantwortung stärken. Von maßgeblicher Bedeutung dabei ist, dass die Berufsgruppen deren Inhalte selbst definiert und konsentiert und zugleich gesundheitspolitisch deutlich wird, dass sich Pflegewissenschaft und -praxis der Verpflichtung zur Versorgung der Bevölkerung auf den aktuellen Stand der Kunst stellen.
Die Expertenstandards werden in der Pflegepraxis trotz ihres wesentlichen Beitrags zur Qualitätsentwicklung und Professionalisierung jedoch auch kritisch betrachtet. Es sahen sich längst nicht alle Gesundheits- und Pflegeeinrichtungen zur erfolgreichen und nachhaltigen Einführung der Expertenstandards in der Lage, weil dafür mehr oder qualifizierteres Personal erforderlich wäre. Andere Einrichtungen waren nicht bereit, die dafür notwendigen zusätzlichen personellen und zeitlichen Ressourcen für Arbeitsgruppen, fachliche Supervision und Anleitungen vor Ort sowie für zeitnahe Fortbildungen bereitzustellen, sahen sich aber durch die Expertenstandards zur Anhebung ihres Qualitätsniveaus in der Pflege unter Druck gesetzt, weil der Medizinische Dienst der Krankenversicherung (MDK) und die Heimaufsicht dieses Niveau bei ihren Qualitätsprüfungen zugrunde legten.